# Tenomerga tianmuensis
Tenomerga tianmuensis är en skalbaggsart som beskrevs av Ge och Yang 2004. Tenomerga tianmuensis ingår i släktet Tenomerga och familjen Cupedidae. Inga underarter finns listade i Catalogue of Life.